# Kanton Narbonne-Sud
Der Kanton Narbonne-Sud ein ehemaliger, bis 2015 bestehender französischer Wahlkreis im Arrondissement Narbonne, im Département Aude und in der Region Languedoc-Roussillon. Die landesweiten Änderungen in der Zusammensetzung der Kantone brachten im März 2015 seine Auflösung.
Der Kanton umfasste den südlichen Teil der Stadt Narbonne und die Gemeinde Bages.